# Son of Frankenstein
Son of Frankenstein is een Amerikaanse film van Rowland V. Lee die werd uitgebracht in 1939.
Son of Frankenstein is de derde succesrijke film die Universal Pictures maakte rond het Frankenstein-monster, en dit na het succes van vooral Frankenstein (1931) en Bride of Frankenstein (1936), beide geregisseerd door James Whale. 
Het scenario is gebaseerd op de personages van de gothic novel Frankenstein (1818/1831) van Mary Shelley.  

## Verhaal
Wolf von Frankenstein heeft het kasteel van zijn vader baron Henry von Frankenstein geërfd. Hij neemt er zijn intrek met zijn vrouw Elsa en hun zoontje Peter. Wolf zou graag de reputatie van zijn vader zuiveren maar hij voelt vlug de vijandschap van de dorpelingen die de schade aangericht door zijn vaders monster niet zijn vergeten.
Tijdens zijn verkenning van het kasteel ontmoet Wolf in het laboratorium van zijn vader Ygor, diens ex-assistent. De zonderlinge  geestesgestoorde Ygor toont hem de crypte waarin zijn vaders creatuur in de coma ligt. Hij vraagt Wolf het door de dorpelingen vernietigd gewaande monster weer op te wekken. Wolf is daartoe bereid omdat hij wil bewijzen dat zijn vader het bij het rechte eind had en omdat hij de naam van de familie in ere wil herstellen. 

## Rolverdeling
| Acteur               | Personage                   |
| -------------------- | --------------------------- |
| Basil Rathbone       | baron Wolf von Frankenstein |
| Boris Karloff        | het monster                 |
| Béla Lugosi          | Ygor                        |
| Lionel Atwill        | inspecteur Krogh            |
| Josephine Hutchinson | Elsa von Frankenstein       |
| Donnie Dunagan       | Peter von Frankenstein      |
| Emma Dunn            | Amelia                      |
| Edgar Norton         | Thomas Benson               |